# Lycosa erjianensis
Lycosa erjianensis là một loài nhện trong họ Lycosidae.
Loài này thuộc chi Lycosa. Lycosa erjianensis được Chang-Min Yin & Zhao miêu tả năm 1996.